# Chambon (Charente-Maritime)
Chambon – miejscowość i gmina we Francji, w regionie Nowa Akwitania, w departamencie Charente-Maritime.
Według danych na rok 1990 gminę zamieszkiwało 730 osób, a gęstość zaludnienia wynosiła 40 osób/km² (wśród 1467 gmin regionu Poitou-Charentes Chambon plasuje się na 417. miejscu pod względem liczby ludności, natomiast pod względem powierzchni na miejscu 463.).